# Pitín
Pitín (en allemand : Pitin, précédemment Pittin) est une commune du district d'Uherské Hradiště, dans la région de Zlín, en République tchèque. Sa population s'élevait à 919 habitants en 2020.

## Géographie
Pitín se trouve près de la frontière avec la Slovaquie, à 25 km au sud-est de Zlín, à 26 km à l'est d'Uherské Hradiště, à 93 km au sud-sud-ouest d'Ostrava et à 273 km à l'est-sud-est de Prague.

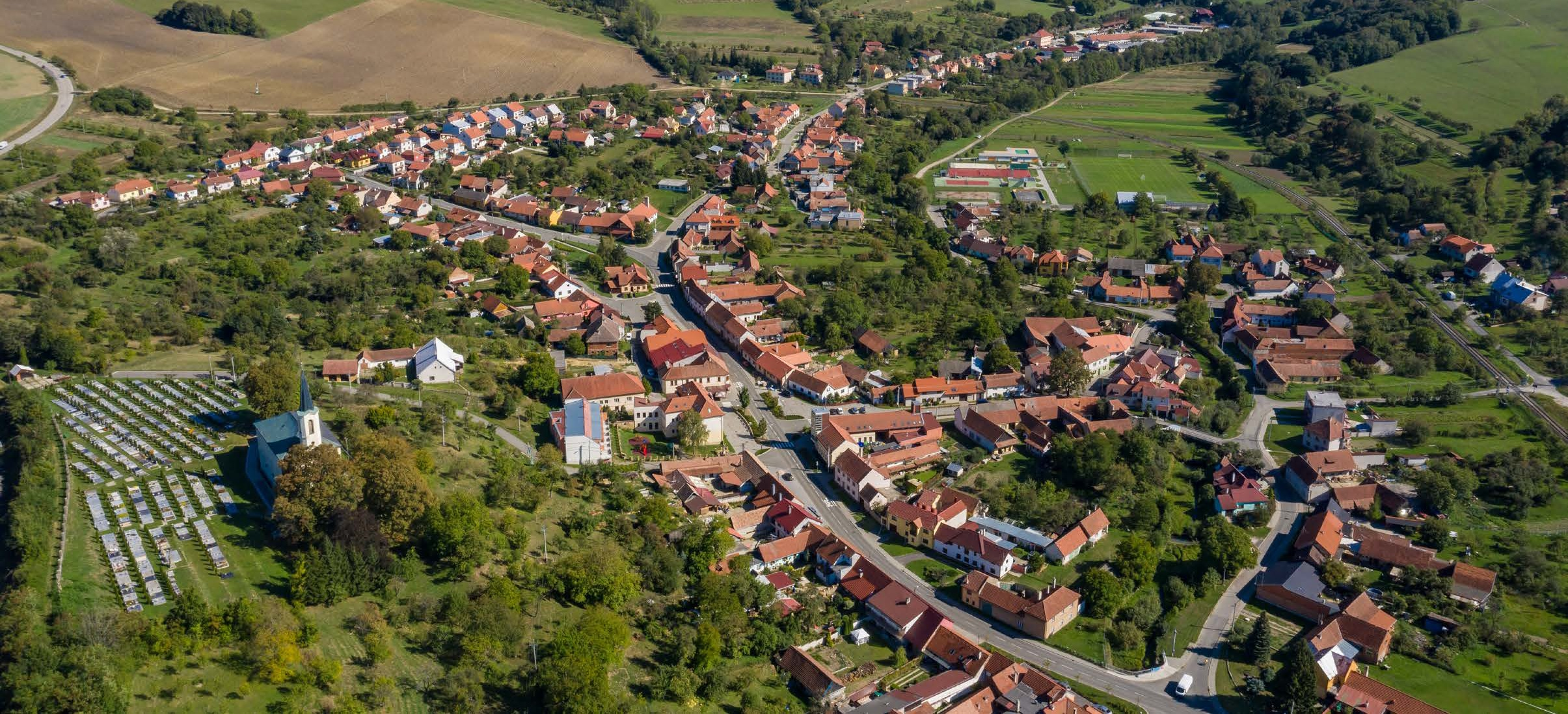
Pitín : vue aérienne.

La commune est limitée par Rudimov et Slavičín au nord, par Hostětín et Šanov à l'est, par la Slovaquie au sud-est, par Žítková au sud et par Bojkovice à l'ouest.

## Histoire
La première mention écrite du village date de 1405.